# Durant (Iowa)
Durant – miasto w Stanach Zjednoczonych, w stanie Iowa, w hrabstwie Cedar. W 2000 roku liczyło 1667 mieszkańców.